# Dixmont (Maine)
Dixmont – miasto w Stanach Zjednoczonych, w stanie Maine, w hrabstwie Penobscot.